# Club Blooming
Club Blooming ist ein bolivianischer Fußballverein aus Santa Cruz de la Sierra. Der am 1. Mai 1946 gegründete Klub gewann insgesamt fünfmal die bolivianische Fußballmeisterschaft.

## Vereinsgeschichte
Am 1. Mai 1946 gründete eine Gruppe junger Männer unter Führung von Humberto Vaca Pereyra Montaño einen Sportverein, der in Anlehnung an die aufstrebende Jugend der Stadt Santa Cruz den Namen Blooming (Blüte bzw. blühend) erhielt.
Der Klub nahm an der Meisterschaft der Asociación Cruceña de Fútbol (ACF) teil. Im Jahre 1977 zählte Blooming zu den Gründungsmannschaften der professionellen landesweiten Liga und belegte in der Premiere-Saison den fünften Rang.
In der ersten Hälfte der 1980er Jahre gehörte Blooming zu den stärksten Klubs des Landes. Nach zwei Vize-Meisterschaften in den Jahren 1982 und 1983 gewann das Team 1984 zum ersten Mal den Titel. In der Copa Libertadores 1985 zog die Mannschaft ins Semifinale ein.
Zehn Jahre später geriet der Verein in finanzielle Probleme, die 1995 im ersten Abstieg der Klubgeschichte gipfelten. Mit einer neuen Vereinsführung und neuer sportlicher Leitung gelang nicht nur der umgehende Wiederaufstieg, sondern nach einem dritten Platz 1997 auch zwei Meisterschaften in Folge in den Jahren 1998 und 1999. 
Blooming gewann 2005 die Apertura, 2008 erreichte die Mannschaft das Finale der Clausura. Dort musste sich das Team 2:0 und 0:3 Club Aurora geschlagen geben. 
Das Clausura Turnier 2009 wurde unter der Leitung von Trainer Victor Hugo Andrada zum fünfte Mal mit der Meisterschaft gekrönt.

## Erfolge
- Bolivianischer Meister: 1984, 1998, 1999, 2005 (Apertura), 2009 (Clausura)
- Bolivianischer Vize-Meister: 1982, 1983, 2008 (Clausura)

## Trainer
- Mario Kempes (2000)

## Spieler
- Juan Manuel Peña (1990–1992)
- Jaime Moreno (1991–1994)